# Mecistogaster buckleyi
Mecistogaster buckleyi là loài chuồn chuồn trong họ Pseudostigmatidae. Loài này được McLachlan mô tả khoa học đầu tiên năm 1881.